# The Best of the Beast
The Best of the Beast è un doppio album della cantante italiana Donatella Rettore (indicata nella copertina come "Rettore"), pubblicato il 4 dicembre 2012 dall'etichetta discografica Edel Music.

## Descrizione
Il primo CD contiene la raccolta The Best of the Beast, composta da molti successi dell'artista presentati in nuove versioni, a cui si aggiunge l'inedito Natale sottovoce, pubblicato come singolo il 20 novembre 2012. Il secondo CD contiene è invece la ristampa del precedente album di inediti Caduta massi.
Nell'ottobre del 2017 la raccolta è stata ripubblicata in una versione in vinile bianco con una track list leggermente diversa e mancante dell'inedito Natale Sottovoce, riuscendo a entrare nella classifica FIMI degli album più venduti e raggiungendo il primo posto della classifica dei vinili più venduti.

## Tracce
CD 1 - The Best of the Beast:
1. Natale Sottovoce (inedito)
2. Splendido splendente
3. Estasi
4. Sangue del mio sangue
5. Kobra
6. Io ho te
7. Di notte specialmente
8. Donatella
9. Lamette Katana (feat. Nottini Lemon)
10. Le mani
11. Kamikaze rock'n'roll suicide
12. Sayonara
13. Giulietta

CD 2 - Caduta massi:
1. Caduta massi (feat. Platinette)
2. Chi tocca i fili muore
3. Adolescente
4. Ghepardo
5. L'onda del mar
6. Callo (feat. Nottini Lemon)
7. Se morirò (feat. Nottini Lemon)
8. La vecchiaia (è una grave malattia che colpisce anche i giovani)
9. Così ti piace
10. L'estate è un'onda breve

## Formazione
- Donatella Rettore – voce
- Claudio Rego – batteria, cori, programmazione, percussioni
- Massimo Fumanti – chitarra acustica, chitarra elettrica, mandolino, ukulele
- Marcello Surace – batteria
- Maurizio Galli – basso, cori, programmazione
- Fabrizio Cesare – tastiera, programmazione, pianoforte
- Angelo Torregrossa – tromba
- Danilo Montalbano – trombone
- Andrea Boni – sax
- Davide Grottella – sax
- Claudia Arvati, Rossella Ruini, Marco D'Angelo – cori

## Classifiche
| Classifica (2017) | Posizione massima |
| ----------------- | ----------------- |
| Italia            | 93                |
| Italia (vinili)   | 1                 |